# 美國佔領海地
美国占领海地始於1915年7月28日，330名美国海军陆战队在美国总统伍德罗·威尔逊的授权下在海地太子港登陆，为的是控制海地的政治和金融利益。美国对海地日益产生的商业利益助长了入侵行动和随後的占领。海地多年的社会经济不稳定之後，7月的美国干预接着发生，最终导致海地总统维尔布兰·纪尧姆·萨姆遭叛乱者暗杀，因为这些叛乱份子对前总统下令处决反对派精英感到愤怒。在富兰克林·D·罗斯福总统重申1933年8月的脱离接触协议后，占领于1934年8月1日结束。权力正式移交给美国扶持的海地宪兵队，最后一支海军陆战队分队于1934年8月15日离开。
在占领期间，海地有3名新总统，尽管美国通过戒严令创造海地宪兵队引导占领军政府统治。在此期间仍发生了两次重大叛乱，导致数千名海地人丧命，海军陆战队和宪兵队多次侵犯人权，做出酷刑和即时枪决。黑人苦力被用于大型基础设施项目，也导致数百至数千人死亡。在美国占领下，大多数海地人继续过着贫困的生活，而美国将权力由少数海地人重新掌握，他们有的是带有法裔混血的海地穆拉托人。

## 背景
1791年开始的奴隶起义导致了1804年海地革命的成功，这让生活在美国南部支持奴隶制的人们感到恐惧，他们担心这会激励其他黑奴群起反抗。蓄奴致富的美国人的这种情绪也让美国和海地的关系紧张，美国最初拒绝承认海地独立，而奴隶主则主张对这个新成立的加勒比国实施贸易禁运。而海地的赔款争议，由於海地独立给法国造成的经济损失，法国于1825年通过炮舰外交强加。这造成了海地经济不稳，该国在19世纪後期得用其国家财政的80%用於偿还外国债务 。
海地从法国独立後的几十年，控制海地在美国一直有很大的市场。根据美国国务院的一些说法，作为「确保美国在西印度群岛的战略防御和经济利益」的一种尝试，美国总统安德鲁·约翰逊于1868年开始寻求吞并包括海地在内的伊斯帕尼奥拉岛。1890 年，总统本杰明·哈里森在国务卿詹姆斯·G·布莱恩的建议下，命令海军少将班克罗夫特·盖拉尔迪游说新任海地总统弗洛维尔·伊波利特将港口租给美国，结果导致圣尼古拉斯事件发生。美国在海地执行炮舰外交，盖拉尔迪乘坐费城号战舰和他的舰队抵达首都太子港，要求收购莫勒圣尼古拉。然而伊波利特拒绝了任何协议，因为海地人对美国舰队的存在感到愤怒。但是《纽约时报》写道：海地人半野蛮的思想认为这是一种暴力威胁。盖拉尔迪1891年返回美国后，接受《纽约时报》采访时表示，海地在短时间内将经历进一步的不稳定，这表明未来的海地政府将不得不遵从美国的要求。
罗斯福推论也影响了海地与美国的关系。到1910年，威廉·霍华德·塔夫脱总统已向海地提供大笔贷款以偿还外债，但由于债务规模太大，这被证明是徒劳的 。

### 德国的存在
美国并不担心法国的影响，尽管德国在海地的影响亦引起了人们的关注。德国曾干预海地，包括1897年的吕德斯事件，并在过去几十年一直影响其他加勒比国家。德国也越来越敌视美国在门罗主义下对该地区的统治。德国国民控制了该国约80%的国际贸易。他们在海地角和太子港拥有并经营公用事业，如在太子港的主要码头和有轨电车上，并在库尔德萨克平原修建铁路。
德国社区也比其他外国的高加索人更愿意融入海地社会，而且比数量更多的法国人有过之而无不及。一些德国人还与海地的非裔法国人的家庭结婚，从而绕过宪法禁止外国人拥有土地的规定。德国居民与他们的祖国保持密切关系，有时还帮助德国在海地布建军事情报网络。他们担任海地的不计其数革命的资助者，并以高利率向相互拉锯的政治派别提供浮动贷款。

## 文献
1. 1 2 3 4 5 6 7 8 9  Clodfelter. . 2017: 378.
2. ↑  Hans Schmidt. . Rutgers University Press. 1971: 102. ISBN 9780813522036.
3. ↑  Farmer, Paul. . Common Courage Press. 2003: 98.
4. ↑  Belleau, Jean-Philippe. . Sciences Po. 2016-01-25  [2021-05-28]. （原始内容存档于June 2, 2021） （英语）.
5. 1 2  Bauduy, Jennifer. . Social Education. 2015, 79 (5): 244–249.
6. ↑  Alcenat, Westenly. . Jacobin.   [2021-02-20]. （原始内容存档于February 26, 2021） （美国英语）.
7. 1 2 3 4  . United States Department of State. 2007-07-13  [2021-02-24]. （原始内容存档于November 20, 2019） （英语）.
8. 1 2 3  . The New York Times. 17 May 1891: 5.
9. 1 2  Jacques Nicolas Léger.  [海地历史与她的诋毁者们]. New York; Washington: The Neale Pub. Co. 1907: 245–247 （英语）.  本文含有此來源中屬於公有领域的内容。
10. ↑  Paul Farmer, The Uses of Haiti (Common Courage Press: 1994)
11. 1 2  Schmidt, 35.